# Naomie Feller
Naomie Feller (París; 6 de noviembre de 2001) es una futbolista francesa que juega como delantera en el Real Madrid Club de Fútbol de la Primera División de España.
Es internacional absoluta con Francia.

## Trayectoria

### Revelación en Francia
Trasladada con su familia a Creil en 2011, Naomie se inició en la Association des Football Clubs Creil antes de completar tres temporadas en la Union Sportive de Chantilly, en ambos en modalidad masculina, al no disponer de secciones femeninas. No fue hasta la temporada 2017-18 cuando se unió a su primer equipo femenino, el VGA Saint-Maur, y debutar directamente en la Division 2 del fútbol francés.
En el verano de 2018 se unió al Stade de Reims, de la misma categoría, y fue parte del equipo que logró el ascenso del club a la División 1. En ella debutó el 24 de agosto de 2019 ante el Montpellier Héraut Sport Club. Se estrenó como goleadora apenas dos semanas después, en la derrota por 3-8 ante el Olympique Lyonnais, las grandes dominadoras del fútbol galo y europeo, anotando dos de los tres goles de su equipo. Revelado su potencial nuevamente ante el otro gran club del campeonato, el Paris Saint-Germain Football Club, frente al que anotó otro gol. Dichas actuaciones le valieron para recalar como cedida a mitad de curso en el equipo lionés, hasta final de temporada. Pese a la gran competencia, anotó un gol en los únicos dos encuentros que disputó con las del Ródano antes de una rotura del ligamento cruzado que frenó su progresión. Durante su recuperación, sus nuevas compañeras conquistaron el triplete al vencer el Campeonato de Liga, la Copa, y la Liga de Campeones, séptima del club y quinta consecutiva.
Tras toda la temporada 2020-21 sin actividad, volvió a jugar un encuentro, ya de vuelta en Reims, el 27 de agosto de 2021. Cerró el curso 2021-22 con 14 apariciones en las que anotó dos goles que ayudaron al equipo a finalizar en sexta posición.

### Etapa en Madrid
Como una de las jóvenes promesas del panorama galo, recaló en el Real Madrid Club de Fútbol.

## Selección nacional
Feller es internacional con la selección nacional de Francia, debutando en un partido contra Estonia en octubre de 2021.

## Estadísticas

### Clubes
Actualizado al último partido disputado el 21 de agosto de 2022. Resaltadas temporadas en calidad de cesión.
A inicios de 2020 tuvo una rotura del cruzado que la mantuvo inactiva hasta la temporada 2021-22.
| VGA Saint‑Maur     | 2017-18       | 2.ª           | 14 | 3  | – | – | Inaccesible | Inaccesible | 14 | 3  | 0.21 |
| Stade de Reims     | 2018-19       | 2.ª           | 12 | 4  | – | – | Inaccesible | Inaccesible | 12 | 4  | 0.33 |
| Stade de Reims     | 2019-20       | 1.ª           | 11 | 3  | 1 | 1 | –           | –           | 12 | 4  | 0.33 |
| Olympique Lyonnais | 2020          | 1.ª           | 2  | 1  | 1 | – | –           | –           | 3  | 1  | 0.33 |
| Stade de Reims     | 2020-21       | 1.ª           | –  | –  | – | – | –           | –           | 0  | 0  | 0    |
| Stade de Reims     | 2021-22       | 1.ª           | 14 | 2  | 2 | – | –           | –           | 16 | 2  | 0.13 |
| Stade de Reims     | Total club    | Total club    | 37 | 9  | 3 | 1 | 0           | 0           | 40 | 10 | 0.25 |
| Real Madrid C. F.  | 2022-23       | 1.ª           | –  | –  | – | – | 2           | 1           | 2  | 1  | 0.5  |
| Total carrera      | Total carrera | Total carrera | 53 | 13 | 4 | 1 | 2           | 1           | 59 | 15 | 0.25 |
| 1. 2. 3.           |               |               |    |    |   |   |             |             |    |    |      |

## Palmarés

### Títulos nacionales
| Título                   | Club               | Año  |
| ------------------------ | ------------------ | ---- |
| Campeonato de Liga (2.ª) | Stade de Reims     | 2019 |
|                          |                    |      |
| Campeonato de Liga       | Olympique Lyonnais | 2020 |
| Copa                     | Olympique Lyonnais | 2020 |

### Títulos internacionales
Nota + : incluyendo la selección.
| Título            | Club               | Año  |
| ----------------- | ------------------ | ---- |
| Europeo (sub-19)  | Francia (sub-19)   | 2019 |
|                   |                    |      |
| Liga de Campeones | Olympique Lyonnais | 2020 |